# Быстрая переналадка
Быстрая переналадка (Single-Minute Exchange of Dies (SMED) — быстрая переналадка оборудования (БПО) — один из многих методов Бережливого производства, представляющий собой способ сокращения издержек и потерь при переналадке и переоснастке оборудования. Представляет собой набор теоретических и практических методов, которые позволяют сократить время операций наладки и переналадки оборудования. Изначально эта система была разработана для того, чтобы оптимизировать операции замены штампов и переналадки соответствующего оборудования, однако принципы «быстрой переналадки» можно применять ко всем типам процессов.
Сигео Синго понадобилось девятнадцать лет, чтобы разработать систему SMED. Изучая операции переналадки оборудования на многих заводах, он обнаружил две важные вещи, которые и легли в основу SMED:

1. Операции переналадки можно разделить на две категории:
  - Внутренние действия по переналадке, то есть операции, которые выполняются после остановки оборудования. Например, пресс-форму можно заменить только при остановленном прессе.
  - Внешние действия по переналадке, то есть операции, которые могут быть выполнены во время работы оборудования. Например, болты крепления пресс-формы можно подобрать и отсортировать и при работающем прессе.

2. Преобразование как можно большего числа внутренних операций переналадки во внешние позволяет в несколько раз сократить время переналадки оборудования.

Переналадка в одно касание (One-touch setup или One-Touch Exchange of Die) — вариант SMED, где время переналадки займёт не более 100 секунд.

## Реализация
Сигео Синго признает восемь методов , которые следует учитывать при осуществлении Smed.
- Отделение внутренних операций установки от внешних.
- Преобразование внутренних операций установки к внешним.
- Стандартизация функций, а не форм.
- Использование функциональных зажимов или ликвидации крепежа вообще.
- Использование промежуточных приспособлений.
- Использование параллельных операций.
- Устранение корректировок.
- Механизация.